# هوبلي
هوبلي (بالهندية: ಹುಬ್ಬಳ್ಳಿ) هي مدينة من مدن الهند. يبلغ عدد سكانها 1847023 نسمة حسب إحصائيات سنة 2011. يبلغ ارتفاع المدينة عن سطح البحر قرابة 671 متر. تبلغ مساحتها 406.2 كم².

## المناخ
يظهر الجدول التالي التغييرات المناخية على مدار السنة لهوبلي:
| البيانات المناخية لـهوبلي         | البيانات المناخية لـهوبلي | البيانات المناخية لـهوبلي | البيانات المناخية لـهوبلي | البيانات المناخية لـهوبلي | البيانات المناخية لـهوبلي | البيانات المناخية لـهوبلي | البيانات المناخية لـهوبلي | البيانات المناخية لـهوبلي | البيانات المناخية لـهوبلي | البيانات المناخية لـهوبلي | البيانات المناخية لـهوبلي | البيانات المناخية لـهوبلي | البيانات المناخية لـهوبلي |
| الشهر                             | يناير                     | فبراير                    | مارس                      | أبريل                     | مايو                      | يونيو                     | يوليو                     | أغسطس                     | سبتمبر                    | أكتوبر                    | نوفمبر                    | ديسمبر                    | المعدل السنوي             |
| --------------------------------- | ------------------------- | ------------------------- | ------------------------- | ------------------------- | ------------------------- | ------------------------- | ------------------------- | ------------------------- | ------------------------- | ------------------------- | ------------------------- | ------------------------- | ------------------------- |
| متوسط درجة الحرارة الكبرى °م (°ف) | 29.1 (84.4)               | 31.7 (89.1)               | 34.5 (94.1)               | 40.0 (104.0)              | 38.5 (101.3)              | 28.2 (82.8)               | 25.9 (78.6)               | 25.6 (78.1)               | 27.7 (81.9)               | 29.2 (84.6)               | 28.7 (83.7)               | 28.2 (82.8)               | 30.6 (87.1)               |
| متوسط درجة الحرارة الصغرى °م (°ف) | 14.5 (58.1)               | 15.7 (60.3)               | 18.6 (65.5)               | 27.0 (80.6)               | 25.0 (77.0)               | 20.9 (69.6)               | 20.9 (69.6)               | 20.2 (68.4)               | 19.6 (67.3)               | 18.8 (65.8)               | 16.5 (61.7)               | 14.3 (57.7)               | 19.3 (66.8)               |
| معدل هطول الأمطار مم (إنش)        | 0 (0)                     | 0 (0)                     | 10 (0.4)                  | 40 (1.6)                  | 60 (2.4)                  | 150 (5.9)                 | 210 (8.3)                 | 200 (7.9)                 | 110 (4.3)                 | 60 (2.4)                  | 30 (1.2)                  | 0 (0)                     | 870 (34.4)                |
| المصدر:                           |                           |                           |                           |                           |                           |                           |                           |                           |                           |                           |                           |                           |                           |